# Paul Uhlenhuth

Emil Stumpp: Paul Uhlenhuth (1931)

Paul Theodor Uhlenhuth (* 7. Januar 1870 in Hannover; † 13. Dezember 1957 in Freiburg im Breisgau) war ein deutscher Bakteriologe und Hygieniker.

## Leben
Paul Uhlenhuths Eltern waren der geheime Baurat Carl Christoph Uhlenhuth (* 19. Dezember 1835 in Paderborn; † 2. April 1910 in Hannover) und dessen Ehefrau Elise Wasmus (* 8. September 1841 in Braunschweig; † 23. Februar 1925 in Hannover).
Paul Uhlenhuth besuchte die Dom-Gymnasien in Halberstadt und Magdeburg sowie das Kaiser-Wilhelm-Gymnasium in Hannover, von welchem er Ostern 1889 mit dem Zeugnis der Reife (Abitur) abging. Vom 1. April bis 1. Oktober desselben Jahres kam er seiner Dienstpflicht mit der Waffe als Einjährig-Freiwilliger bei der 6. Kompanie des Füsilier-Regiments Generalfeldmarschall Prinz Albrecht von Preußen (Hannoversches Nr. 73) nach und wurde am 21. Oktober 1889 als Studierender in das Kgl. med. chir. Friedrich-Wilhelms-Institut aufgenommen. Am 11. Juli 1891 bestand er dort die ärztliche Vorprüfung und am 30. Juni 1893 das Examen rigorosum. Er absolvierte seine medizinische Ausbildung von 1889 bis 1894 an der Kaiser-Wilhelms-Akademie für das militärärztliche Bildungswesen und trat 1889 dem Pépinière-Corps Franconia bei. 1893 wurde er an der Friedrich-Wilhelms-Universität zum Dr. med. promoviert. 1894/1895 war er Unterarzt an der Charité, danach Sanitätsarzt und Assistenzarzt in Oldenburg. 1897 wurde er militärärztlicher Assistent bei Robert Koch am Institut für Infektionskrankheiten.
Von 1899 bis 1906 war er Oberarzt bei Friedrich Loeffler am Hygiene-Institut der Königlichen Universität zu Greifswald. Dort wurde er 1903 zum Titularprofessor und 1905 zum Privatdozent für Hygiene ernannt.
Von 1906 bis 1911 war Uhlenhuth Direktor der bakteriologischen Abteilung des Kaiserlichen Gesundheitsamtes. Die Kaiser-Wilhelms-Universität Straßburg berief ihn 1911 auf den Lehrstuhl für Hygiene und Bakteriologie. Nach dem Waffenstillstand von Compiègne (1918) wurde er wie alle deutschen Professoren (und Studentenverbindungen) aus dem untergegangenen Reichsland Elsaß-Lothringen ausgewiesen. Er kam an der Philipps-Universität Marburg unter. Ab 1923 lehrte er bis zu seiner Emeritierung 1939 an der Albert-Ludwigs-Universität Freiburg. Sein Plan zur Errichtung eines Kaiser-Wilhelm-Instituts für Seuchenforschung und experimentelle Therapie in Freiburg ließ sich 1928 nicht verwirklichen.
In der Zeit des Nationalsozialismus gehörte er am 11. April 1933 zu den Unterzeichnern einer Verfügung, die die Entlassung der jüdischen Kollegen beinhaltete. 1937 wurde er Mitglied der NSDAP. Im Jahr 1938 reiste Uhlenhuth nach Japan, um die deutsch-japanischen Beziehungen in der Medizin zu intensivieren. Während des Zweiten Weltkriegs wurde er am 18. August 1942 außerordentliches Mitglied des wissenschaftlichen Senats des Heeressanitätswesens. In dieser Funktion beantragte er 1944 beim Oberkommando der Wehrmacht, Immunisierungsversuche an farbigen Kriegsgefangenen durchzuführen (gemäß Ernst Klee) bzw. das Blut von farbigen französischen Soldaten zu untersuchen (gemäß Bernd Martin).

## Familie
Paul Uhlenhuth heiratete am 8. Mai 1899 in Hannoversch Münden Martha von Klüfer (* 1. Februar 1873; † 10. Oktober 1961). Ihre erste Tochter Margarethe wurde am 4. Februar 1900, ihre zweite Tochter Irmgard am 26. Juli 1903 und ihre dritte Tochter Clara am 1. August 1905 geboren, alle drei in Greifswald.

## Forschung
Uhlenhuth entdeckte 1901 die für die Rechtsmedizin wichtige Methode (biologische Eiweißdifferenzierung mittels Präzipitinreaktion) zur Unterscheidung von Menschen- und Tierblut (Uhlenhuth-Probe oder Uhlenhuth-Test, siehe auch Blutspur). Große Aufmerksamkeit der Bevölkerung erfuhr der Uhlenhuth-Test im Zusammenhang mit dem Mordfall Lucie Berlin. Mit seiner 1903 in Preußen amtlich eingeführten Methode zur Blutdifferenzierung zeigte Uhlenhuth Blutsverwandtschaften etwa zwischen Pferd und Esel oder Hund und Fuchs und gelangte bei Untersuchung der Präzipitinwirkung (Ausfällungen durch gegen Fremdstoffe im Blut gebildete Antikörper) zwischen Menschen und Menschenaffen auch zu deren Blutsverwandtschaft; zudem hatte er erhofft, im Blut Rassenunterschiede bei Menschen nachweisen zu können. Uhlenhuth entwickelte außerdem Schutz- und Heilseren gegen Schweinepest und Maul- und Klauenseuche. 1915 entdeckte er den ein Jahr zuvor von Inada Ryūkichi und Ido Yutaka (1881–1919) entdeckten Erreger der Weil-Krankheit (Vertreter der Bakteriengattung Leptospira) und ein Serum zu ihrer Bekämpfung. Durch die Entdeckung der chemotherapeutischen Bedeutung des Atoxyl begründete Uhlenhuth die Arsenbehandlung der Syphilis, die von Paul Ehrlich weitergeführt wurde, sowie die Antimontherapie vieler Tropenkrankheiten und förderte die Krebsforschung und den Ausbau der Chemotherapie. Uhlenhuth wurde zwischen 1910 und 1952 mehrmals, unter anderem von Karl Landsteiner, für den Nobelpreis für Medizin vorgeschlagen.

## Ehrungen
- Geheimrat (1906)

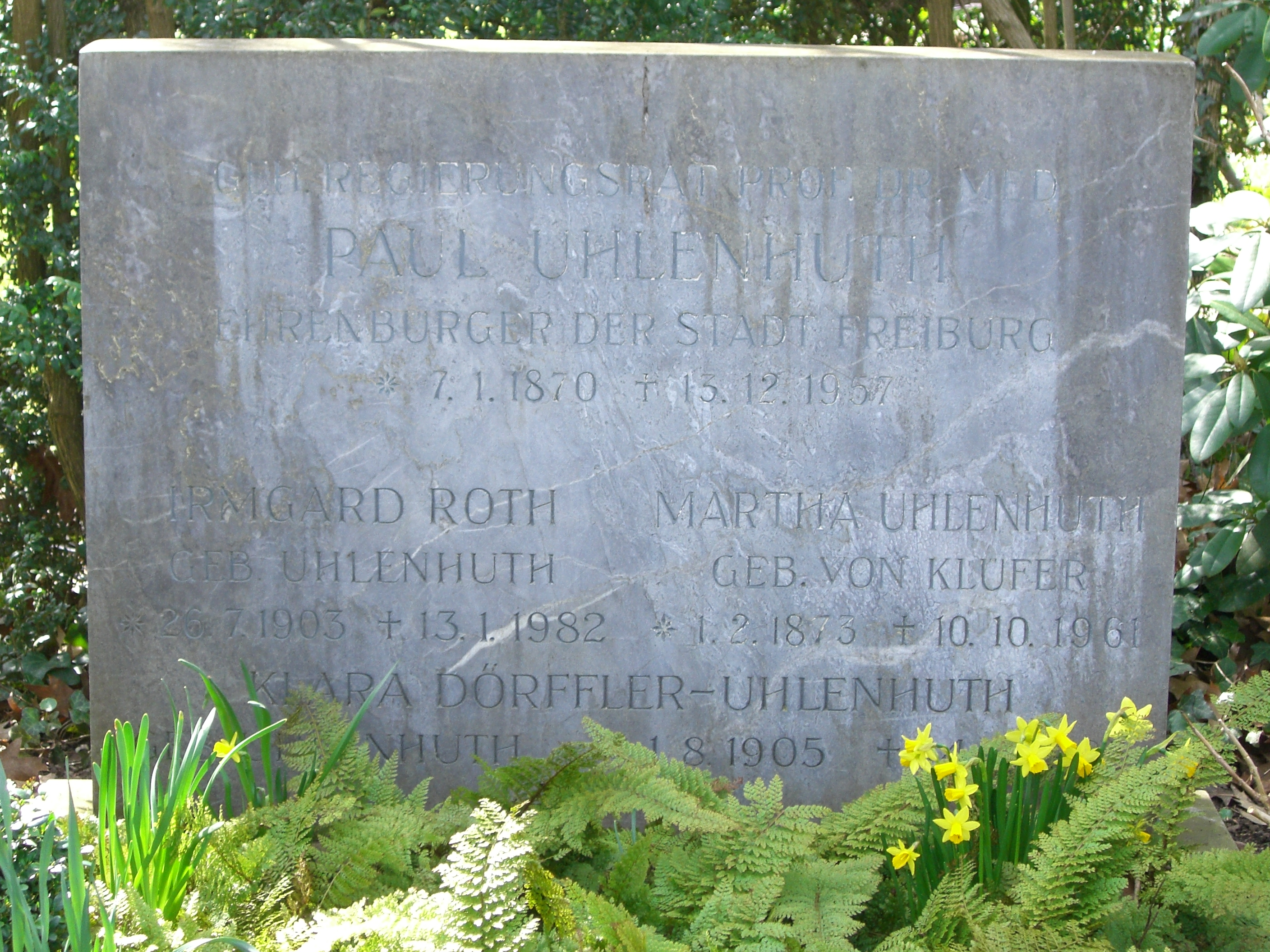
Grab von Paul Uhlenhuth auf dem Hauptfriedhof Freiburg im Breisgau

- Mitglied (seit 1932) und Obmann der Deutschen Akademie der Naturforscher Leopoldina[6]
- Cothenius-Medaille der Leopoldina (1937)
- Goethe-Medaille für Kunst und Wissenschaft (1940)
- Mitglied der Heidelberger Akademie der Wissenschaften (seit 1942)[12]
- Ehrenbürger von Freiburg im Breisgau (1950)
- Verdienstorden der Bundesrepublik Deutschland, Großes Bundesverdienstkreuz (1955)
- Mitglied der Königlich Schwedischen Akademie der Wissenschaften (1936)
- Nationalpreis der DDR I. Klasse (1953)
- Ehrendoktorate
  - Universität Gent
  - Tierärztliche Hochschule Hannover
  - Ernst-Moritz-Arndt-Universität Greifswald (1955)
- Ehrenpräsident der Deutschen Gesellschaft für Hygiene und Mikrobiologie (1955)

## Heutige Bewertung
Ende des 20. Jahrhunderts geriet er in Freiburg in die Kritik, weil er im April 1933 an der Entlassung von jüdischen und politisch anders denkenden Kollegen aktiv beteiligt war. Eine nach ihm benannte Straße in Freiburg wurde daher nach Siegfried Thannhauser umbenannt. Das Haus Uhlenhuth des Universitätsklinikums Freiburg wurde nach Friedrich Theodor von Frerichs umbenannt. Der Historiker Bernd Martin, Vorsitzender der Expertenkommission zur Freiburger Straßennamen, beurteilte die Umbenennung als „zu überhastet“.
2014 berief die Stadt Hannover einen Beirat aus Fachleuten zur Überprüfung, ob es bei Personen als Namensgeber für Straßen „eine aktive Mitwirkung im Nazi-Regime oder schwerwiegende persönliche Handlungen gegen die Menschlichkeit gegeben hat“. Er regte die Umbenennung der nach Uhlenhuth benannten Straße an. Er habe 1933 dahin gewirkt, dass 39 Beschäftigte der Universität Freiburg „aufgrund ihrer jüdischen Herkunft oder ihrer politisch unzuverlässigen Haltung“ entlassen wurden. Verletzungen der „Würde und körperlichen Unversehrtheit“ von Menschen habe er bei seinen Forschungsarbeiten „billigend in Kauf genommen“.

## Veröffentlichungen
- Das biologische Verfahren zur Erkennung und Unterscheidung von Menschen- und Tierblut sowie anderer Eiweißsubstanzen und seine Anwendung in der forensischen Praxis. Ausgewählte Sammlung von Arbeiten und Gutachten. Fischer, Jena 1905.
- mit H. Grossmann: Beobachtungen über schwere Allgemeinsyphilis bei Kaninchen nach testicularer, intravenöser und subcutaner Impfung. In: Arch. Dermatol. Syph. Band 152, 1926, S. 708–737.
- Entwicklung und Ergebnisse der Chemotherapie (= Sitzungsberichte der Heidelberger Akademie der Wissenschaften, Mathematisch-Naturwissenschaftliche Klasse. Jg. 1948, Abh. 3, ISSN 0371-0165). Springer, Heidelberg 1948.